# Язык программирования C++ (книга)
«Язык программирования C++» (англ. The C++ Programming Language) — книга, посвящённая C++, которую написал автор языка, Бьёрн Страуструп. Подобно другой книге, «Язык программирования Си», первое издание было написано до выпуска стандарта языка. Третье издание, основанное на стандарте ISO/IEC 14882, даёт всесторонний охват текущих возможностей языка C++ и его стандартной библиотеки. Оно переведено более чем на 20 языков.
Первое издание было выпущено в 1986 году и сейчас представляет только исторический интерес. Второе было опубликовано в 1991 году, а третье — в 1997 году. Улучшенная версия третьего издания, выпущенная в твёрдой обложке, получила название «специального издания» (special edition) и отличалась от ранних выпусков третьего издания двумя дополнительными приложениями («Локализация» и «Безопасность исключений и стандартная библиотека»), примерно тысячей исправлений и уточнений, а также дополненным алфавитным указателем.
Четвёртое издание книги, которая включает в себя C++11, было выпущено 19 мая 2013.